# 56th Fighter Wing

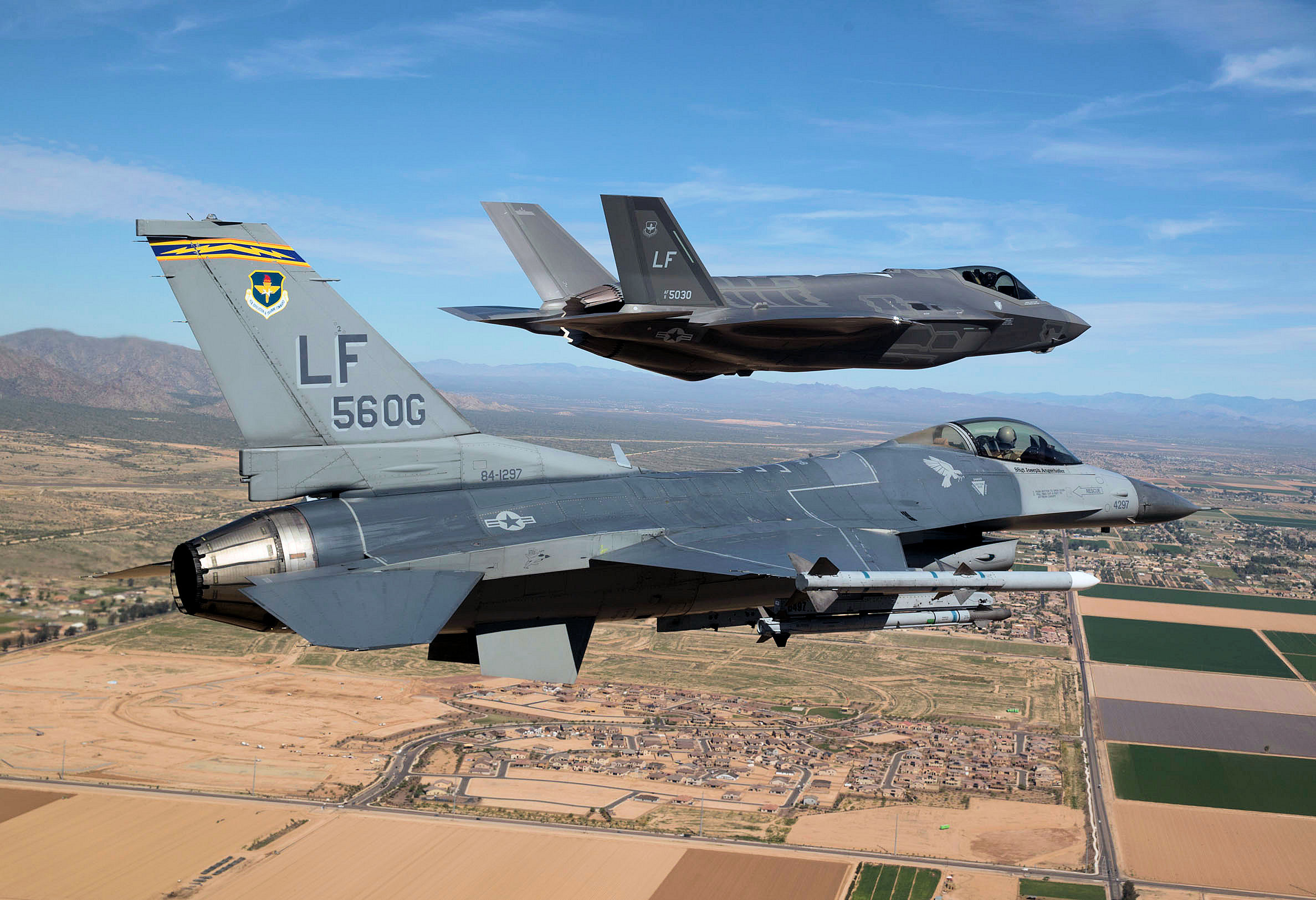
F-16C ed F-35A dello Stormo

Il 56th Fighter Wing è uno Stormo da addestramento avanzato dell'Air Education and Training Command, inquadrato nella Nineteenth Air Force. Il suo quartier generale è situato presso la Luke Air Force Base, in Arizona.

## Missione
Allo stormo è associato il 944th Operations Group, 944th Fighter Wing, Air Force Reserve Command, il quale fornisce personale di supporto per l'addestramento e la manutenzione dei 152 F-35A, 65 F-16C e 43 F-16D assegnati allo stormo.

## Organizzazione
Attualmente, al 2024, lo stormo controlla:
- 56th Operations Group, codice visivo di coda LF
  -  61st Fighter Squadron - Equipaggiato con F-35A
  -  62nd Fighter Squadron - Equipaggiato con F-35A
  -  63rd Fighter Squadron - Equipaggiato con F-35A
  -  308th Fighter Squadron - Equipaggiato con F-35A
  -  309th Fighter Squadron - Equipaggiato con F-16C/D
  -  310th Fighter Squadron - Equipaggiato con F-16C/D
  -  425th Fighter Squadron - Equipaggiato con F-16C/D
  -  550th Fighter Squadron, unità associata al 173rd Fighter Wing, Oregon, Air National Guard
  - 56th Operations Support Squadron
  - 56th Training Squadron
  - 607th Air Control Squadron
- 56th Maintenance Group
  - 56th Aircraft Maintenance Squadron
  - 756th Aircraft Maintenance Squadron
  - 56th Component Maintenance Squadron
  - 56th Equipment Maintenance Squadron
  - 56th Maintenance Operations Squadron
- 56th Mission Support Group
  - 56th Communications Squadron
  - 56th Security Forces Squadron
  - 56th Logistics Readiness Squadron
  - 56th Civil Engineer Squadron
  - 56th Contracting Squadron
  - 56th Force Support Squadron
- 56th Medical Group
  - 56th Dental Squadron
  - 56th Aerospace Medical Squadron
  - 56th Medical Support Squadron
  - 56th Medical Operations Squadron
- 56th Range Management Office
- 54th Fighter Group, Holloman Air Force Base, Nuovo Messico
  - 54th Operations Support Squadron
  - 54th Aircraft Maintenance Squadron
  - 54th Maintenance Squadron
  -  8th Fighter Squadron - Equipaggiato con F-16C/D
  -  311th Fighter Squadron - Equipaggiato con F-16C/D
  -  314th Fighter Squadron - Equipaggiato con F-16C/D

## Nella cultura di massa
- Nel 2017 quattro F-35, uno dei quali con matricola 5045, e due F-16 con insegne del 56th Fighter Wing compaiono nella battaglia finale di Transformers - L'ultimo cavaliere. I sei aerei portano il codice di coda LF, con i due rispettivi F-16 assegnati al 310th Fighter Squadron e al 69th Fighter Squadron, quest'ultimo inquadrato nel 944th Fighter Wing.